# Élio Téon
Élio Téon (em grego, conforme o Suda, Θἐων - transliterado Theōn) foi, provavelmente, um sofista e retor de Alexandria que viveu entre os séculos I a II d.C. Ele é o autor de um tratado chamado progymnásmata (gr.: προγυμνάσματα) ("exercícios prévios" ou "preparatórios"), voltado a professores do Período Helenístico, e contendo uma série de quinze exercícios em retórica que vão do mais simples ao mais complexo.